# Comuna Ilkivți, Teofipol
Ilkivți (în ucraineană Ільківці) este o comună în raionul Teofipol, regiunea Hmelnîțkîi, Ucraina, formată din satele Ilkivți (reședința) și Koliseț.

## Demografie
Componența lingvistică a comunei Ilkivți
     Ucraineană (99,76%)
     Alte limbi (0,24%)
Conform recensământului din 2001, majoritatea populației comunei Ilkivți era vorbitoare de ucraineană (99,76%), existând în minoritate și vorbitori de alte limbi.